# ヨハン・ウィスマン
ヨハン・ルーカス・ウィスマン（Johan Lukas Wissman、1982年11月2日 ‐ ）は、スウェーデン・ヘルシンボリ出身で短距離走が専門の陸上競技選手。自己ベストは200mがスウェーデン記録の20秒30、400mがノルディック記録の44秒56。200mでは2004年ブダペスト世界室内選手権で銀メダル獲得、400mでは2008年バレンシア世界室内選手権で銀メダル獲得、2008年北京オリンピックで8位、2007年大阪世界選手権で7位の実績を誇る。

## 経歴
陸上は11歳から始め、高校生になるまでは6歳から始めていたサッカーと両立していた。なお、9歳から11歳まではバドミントンをやっていた。
2004年3月のブダペスト世界室内選手権男子200m準決勝を全体1位の記録となる20秒72で突破して初の世界大会ファイナリストとなったが、決勝では準決勝と同タイムの20秒72をマークするもドミニク・デメリット（20秒66）に次ぐ2位で惜しくも金メダルは逃した。しかし、これは世界室内選手権の短距離種目においてスウェーデン勢が獲得した初のメダルであり、屋外の世界選手権を含めても初のメダルとなった（ハードル種目を除く）。
2006年8月に地元スウェーデンで開催されたヨーテボリヨーロッパ選手権男子200mにおいて決勝に進出し、決勝では20秒38（+1.6）のスウェーデン新記録を樹立。フランシス・オビクウェル（20秒01）には及ばなかったものの、この種目のスウェーデン勢としては1962年ベオグラード大会で金メダルを獲得したOwe Jonsson以来、44年ぶり史上2人目となるメダルを獲得した。
2007年8月の大阪世界選手権男子400mに出場すると、予選44秒94（全体5位）、準決勝44秒56（全体7位）と、両ラウンドでスウェーデン新記録を樹立し、世界選手権の短距離個人種目においてスウェーデン勢初のファイナリストとなった（ハードル種目を除く）。決勝では44秒72と準決勝よりタイムを落としたものの、3レース連続の44秒台をマークして7位入賞を果たした。
2008年3月のバレンシア世界室内選手権男子400m決勝で46秒04の自己ベスト（当時）をマークし、タイラー・クリストファー（45秒67）に次ぐ2位に入り銀メダルを獲得した。これは女子も含め、400mでスウェーデン勢が獲得した初のメダルとなった。
2008年8月の北京オリンピック男子400m予選を44秒81で突破すると、準決勝では自己ベスト（44秒56）に迫る44秒64をマークし、タイムで拾われて初のオリンピックファイナリストとなったが、決勝は45秒39とタイムを落として8位に終わった。しかし、この種目におけるスウェーデン人ファイナリストは、1920年アントワープ大会で銅メダルを獲得したニルス・エングダール以来、88年ぶり史上2人目という快挙だった。
2009年3月のトリノヨーロッパ室内選手権男子400m決勝を45秒89の自己ベストで制し、自身初の主要国際タイトルを獲得した。また、これはヨーロッパ室内選手権の短距離個人種目においてスウェーデン勢が獲得した初の金メダルとなった。

## 家族
父はスウェーデンジュニア選手権男子4×400mリレーで優勝した実績を持つ。

## 自己ベスト
記録欄の（　）内の数字は風速（m/s）で、+は追い風を意味する。
| 種目 | 記録           | 年月日        | 場所               | 備考             |
| 屋外 | 屋外           | 屋外          | 屋外               | 屋外             |
| ---- | -------------- | ------------- | ------------------ | ---------------- |
| 100m | 10秒44 (+1.1)  | 2002年7月14日 | ヘルシンボリ       |                  |
| 100m | 10秒34w (+2.2) | 2003年7月13日 | ヘルシンボリ       | 追い風参考記録   |
| 200m | 20秒30 (+1.3)  | 2007年9月23日 | シュトゥットガルト | スウェーデン記録 |
| 200m | 20秒26w (+4.3) | 2005年8月9日  | ヘルシンキ         | 追い風参考記録   |
| 300m | 32秒10         | 2008年7月8日  | ソレントゥナ       |                  |
| 400m | 44秒56         | 2007年8月29日 | 大阪               | ノルディック記録 |
| 室内 |                |               |                    |                  |
| 60m  | 6秒84          | 2004年2月3日  | ヨーテボリ         |                  |
| 200m | 20秒65         | 2004年2月28日 | リエヴァン         | スウェーデン記録 |
| 300m | 32秒61         | 2006年3月3日  | リエヴァン         | スウェーデン記録 |
| 400m | 45秒89         | 2009年3月7日  | トリノ             |                  |

## 主要大会成績
備考欄の記録は当時のもの
| 年   | 大会                                 | 場所               | 種目    | 結果    | 記録            | 備考                            |
| ---- | ------------------------------------ | ------------------ | ------- | ------- | --------------- | ------------------------------- |
| 2000 | 世界ジュニア選手権                   | サンティアゴ       | 200m    | 2次予選 | 21秒55 (-0.2)   |                                 |
| 2001 | ヨーロッパジュニア選手権 (en)        | グロッセート       | 400m    | 2位     | 46秒81          |                                 |
| 2001 | ヨーロッパジュニア選手権 (en)        | グロッセート       | 4x100mR | 4位     | 40秒10 (3走)    |                                 |
| 2001 | ヨーロッパジュニア選手権 (en)        | グロッセート       | 4x400mR | 5位     | 3分10秒01 (4走) |                                 |
| 2001 | 世界選手権                           | エドモントン       | 4x400mR | 予選    | 3分04秒02 (1走) |                                 |
| 2002 | ヨーロッパ室内選手権 (en)            | ウィーン           | 200m    | 準決勝  | 21秒00          |                                 |
| 2002 | ヨーロッパ選手権 (en)                | ミュンヘン         | 200m    | 2次予選 | DNF             |                                 |
| 2003 | 世界室内選手権                       | バーミンガム       | 200m    | 予選    | 21秒17          |                                 |
| 2003 | ヨーロッパU23選手権 (en)             | ブィドゴシュチュ   | 200m    | 3位     | 20秒43 (+0.7)   |                                 |
| 2003 | ヨーロッパU23選手権 (en)             | ブィドゴシュチュ   | 4x100mR | 4位     | 39秒64 (3走)    |                                 |
| 2003 | 世界選手権                           | パリ               | 200m    | 準決勝  | 20秒66 (0.0)    |                                 |
| 2004 | 世界室内選手権                       | ブダペスト         | 200m    | 2位     | 20秒72          |                                 |
| 2004 | オリンピック                         | アテネ             | 400m    | 2次予選 | 20秒74 (+1.1)   |                                 |
| 2005 | ヨーロッパ室内選手権 (en)            | マドリード         | 200m    | 準決勝  | 21秒27          |                                 |
| 2005 | 世界選手権                           | ヘルシンキ         | 200m    | 2次予選 | 21秒16 (-1.1)   |                                 |
| 2005 | 世界選手権                           | ヘルシンキ         | 4x400mR | 予選    | 3分03秒62 (3走) |                                 |
| 2006 | 世界室内選手権                       | モスクワ           | 4x400mR | 4位     | 3分07秒32 (2走) | 予選3分07秒10：スウェーデン記録 |
| 2006 | ヨーロッパ選手権                     | ヨーテボリ         | 200m    | 2位     | 20秒38 (+1.6)   | スウェーデン記録                |
| 2007 | ヨーロッパ室内選手権 (en)            | バーミンガム       | 400m    | 4位     | 46秒17          |                                 |
| 2007 | 世界選手権                           | 大阪               | 400m    | 7位     | 44秒72          | 準決勝44秒56：スウェーデン記録  |
| 2007 | ワールドアスレチック ファイナル (en) | シュトゥットガルト | 200m    | 4位     | 20秒30 (+1.3)   | スウェーデン記録                |
| 2008 | 世界室内選手権                       | バレンシア         | 400m    | 2位     | 46秒04          | 自己ベスト                      |
| 2008 | オリンピック                         | 北京               | 400m    | 8位     | 45秒39          |                                 |
| 2008 | ワールドアスレチック ファイナル (en) | シュトゥットガルト | 400m    | 8位     | 46秒48          |                                 |
| 2009 | ヨーロッパ室内選手権 (en)            | トリノ             | 400m    | 優勝    | 45秒89          | 自己ベスト                      |
| 2009 | 世界選手権                           | ベルリン           | 400m    | 準決勝  | DNS             |                                 |
| 2010 | ヨーロッパ選手権                     | バルセロナ         | 200m    | 準決勝  | 20秒77 (+0.8)   |                                 |
| 2011 | ヨーロッパ室内選手権 (en)            | パリ               | 400m    | 予選    | 47秒95          |                                 |
| 2012 | ヨーロッパ選手権                     | ヘルシンキ         | 400m    | 準決勝  | 46秒35          |                                 |
| 2013 | ヨーロッパ室内選手権 (en)            | ヨーテボリ         | 4x400mR | 5位     | 3分09秒42 (3走) |                                 |
| 2014 | ヨーロッパ選手権                     | チューリッヒ       | 200m    | 予選    | 20秒82 (+0.4)   |                                 |
| 2014 | ヨーロッパ選手権                     | チューリッヒ       | 400m    | 予選    | 46秒93          |                                 |
| 2016 | ヨーロッパ選手権                     | アムステルダム     | 200m    | 準決勝  | DNF             | 予選20秒96 (-1.1)               |
| 2016 | ヨーロッパ選手権                     | アムステルダム     | 4x100mR | 予選    | 39秒37 (4走)    |                                 |